# 福建悬钩子
福建悬钩子（学名：Rubus fujianensis）是蔷薇科悬钩子属的植物，其种加词“fujianensis”意为“福建的”。中国特有植物。分布于中国大陆的福建等地，生长于海拔1,400米的地区，见于山坡杂木林下干燥地，目前尚未由人工引种栽培。